# Presidente da Assembleia Nacional da Hungria
 O Presidente da Assembleia Nacional da Hungria (em húngaro:  Magyarország Országgyűlésének elnöke) é o presidente da parlamento nacional da Hungria. O atual presidente é László Kövér, desde 6 de Agosto de 2010.
O Presidente da Assembleia Nacional atua como presidente-em-exercício da Hungria se o presidente eleito desocupar o cargo antes do vencimento do mandato de cinco anos devido a morte, renúncia ou destituição do cargo.

## Presidentes da Assembleia Nacional da Hungria
| Imagem | Nome (Nascimento - Morte)    | Mandato                 | Mandato               | Partido politico |
| ------ | ---------------------------- | ----------------------- | --------------------- | ---------------- |
|        | István Rakovszky (1858–1931) | 18 de fevereiro de 1920 | 30 de julho de 1921   | KNEP             |
|        | Gaszton Gaál (1868–1932)     | 12 de agosto de 1921    | 16 de agosto de 1922  | OKGFP            |
| EP     | Gaszton Gaál (1868–1932)     | 12 de agosto de 1921    | 16 de agosto de 1922  |                  |
|        | Béla Scitovszky (1878–1959)  | 18 de agosto de 1922    | 18 de outubro de 1926 | EP               |
|        | Tibor Zsitvay (1884-1969)    | 19 de outubro de 1926   | 28 de janeiro de 1927 | EP               |

Em 1927, a Assembleia Nacional da Hungria tornou-se bicameral.

## Presidentes da Assembleia Nacional Provisória
| Imagem | Nome (Nascimento - Morte) | Mandato                | Mandato                | Partido politico |
| ------ | ------------------------- | ---------------------- | ---------------------- | ---------------- |
|        | István Vásáry (1887–1955) | 21 de dezembro de 1944 | 21 de dezembro de 1944 | FKGP             |
|        | Béla Zsedényi (1894–1955) | 21 de dezembro de 1944 | 29 de novembro de 1945 | Independente     |

## Presidentes da Assembleia Nacional da Hungria
| Imagem | Nome (Nascimento - Morte)         | Mandato                | Mandato                | Partido politico |
| ------ | --------------------------------- | ---------------------- | ---------------------- | ---------------- |
|        | Ferenc Nagy (1903-1979)           | 29 de novembro de 1945 | 5 de fevereiro de 1946 | FKGP             |
|        | Mons. Béla Varga (1903-1995)      | 7 de fevereiro de 1946 | 3 de julho de 1947     | FKGP             |
|        | Árpád Szabó (1878–1948)           | 4 de julho de 1947     | 31 de julho de 1947    | FKGP             |
|        | Imre Nagy (1896-1958)             | 16 de setembro de 1947 | 8 de junho de 1949     | MKP              |
| MDP    | Imre Nagy (1896-1958)             | 16 de setembro de 1947 | 8 de junho de 1949     |                  |
|        | Károly Olt (1904–1985)            | 8 de junho de 1949     | 23 de agosto de 1949   | MDP              |
|        | Lajos Drahos (1895–1983)          | 23 de agosto de 1949   | 18 de maio de 1951     | MDP              |
|        | Imre Dögei (1912-1964)            | 18 de maio de 1951     | 14 de agosto de 1952   | MDP              |
|        | Sándor Rónai (1892-1965)          | 14 de agosto de 1952   | 21 de março de 1963    | MDP              |
| MSZMP  | Sándor Rónai (1892-1965)          | 14 de agosto de 1952   | 21 de março de 1963    |                  |
|        | Erzsébet Metzker Vass (1915-1980) | 21 de março de 1963    | 14 de abril de 1967    | MSZMP            |
|        | Gyula Kállai(1910-1996)           | 14 de abril de 1967    | 12 de maio de 1971     | MSZMP            |
|        | Antal Apró (1913-1994)            | 12 de maio de 1971     | 19 de dezembro de 1984 | MSZMP            |
|        | István Sarlós (1921–2006)         | 19 de dezembro de 1984 | 29 de junho de 1988    | MSZMP            |
|        | István Stadinger (1927–)          | 29 de junho de 1988    | 10 de março de 1989    | MSZMP            |
|        | Mátyás Szűrös (1933–)             | 10 de março de 1989    | 2 de maio de 1990      | MSZMP            |
| MSZP   | Mátyás Szűrös (1933–)             | 10 de março de 1989    | 2 de maio de 1990      |                  |

## Hungria (desde 1989)
| Imagem             | Nome (Nascimento - Morte) | Mandato                | Mandato             | Partido politico |
| ------------------ | ------------------------- | ---------------------- | ------------------- | ---------------- |
|                    | István Fodor (1945–)      | 23 de outubro de 1989  | 2 de maio de 1990   | Independente     |
|                    | Árpád Göncz (1922–2015)   | 2 de maio de 1990      | 3 de agosto de 1990 | SZDSZ            |
|                    | György Szabad (1924–2015) | 3 de agosto de 1990    | 27 de junho de 1994 | MDF              |
|                    | Zoltán Gál (1940–)        | 28 de junho de 1994    | 17 de junho de 1998 | MSZP             |
|                    | János Áder (1959–)        | 18 de junho de 1998    | 14 de maio de 2002  | Fidesz           |
|                    | Katalin Szili(1956–)      | 15 de maio de 2002     | 15 de maio de 2006  | MSZP             |
| 16 de maio de 2006 | Katalin Szili(1956–)      | 14 de setembro de 2009 |                     | MSZP             |
|                    | Béla Katona (1944–)       | 15 de setembro de 2009 | 13 de maio de 2010  | MSZP             |
|                    | Pál Schmitt (1942–)       | 14 de maio de 2010     | 5 de agosto de 2010 | Fidesz           |
|                    | László Kövér (1959–)      | 6 de agosto de 2010    | 5 de maio de 2014   | Fidesz           |
| 6 de maio de 2014  | László Kövér (1959–)      | 7 de maio de 2018      |                     | Fidesz           |
| 8 de maio de 2018  | László Kövér (1959–)      | Titular                |                     | Fidesz           |